# 南丹市立川辺小学校
南丹市立川辺小学校（なんたんしりつ かわべしょうがっこう）は、かつて京都府南丹市園部町船岡にあった公立小学校。1872年学制令により上河内村（船岡）の寺小屋を有業校と称し、殿田小学校分校と定める。1947年川辺村立川辺小学校と改称する。1951年園部町と川辺村が合併し園部町立川辺小学校と改称する。2005年京都府医師会より「学校歯科保健優良校」の表彰を受ける。2014年度末に実施される南丹市の小学校再編計画に基づき閉校、統合後は南丹市立園部第二小学校へバス通学となる。閉校後、川辺振興会によっておいでーなかわべとして運用される。
校舎正面にある澪標（航路の標識）をイメージした時計台（みおつくしの塔）が特徴。

## 沿革
- 1990年 - 新校舎が完成
- 2006年1月1日 - 4町合併により、南丹市立川辺小学校へ改称
- 2015年3月 - 閉校（南丹市立園部第二小学校へ統合）[3]

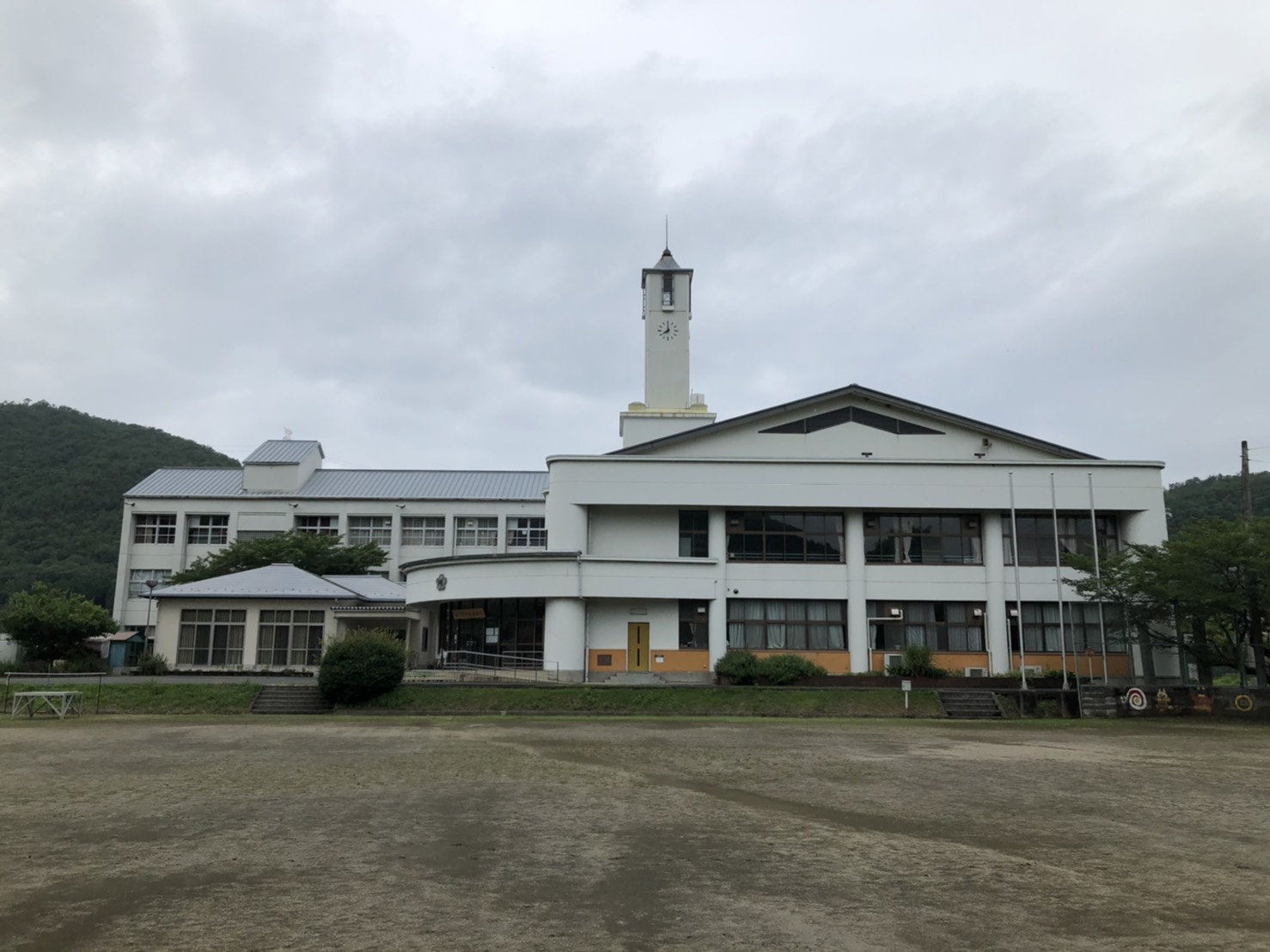
School　Building　Kyoto

## 主な進学先
- 南丹市立園部中学校

## 交通アクセス
- 山陰本線船岡駅下車